# راس الفارعة
راس الفارعة هي قرية فلسطينية زراعية تتبع محافظة طوباس شمال الضفة الغربية. بلغ عدد سكانها حسب الجهاز المركزي للإحصاء الفلسطيني حوالي 1,250 نسمة حسب التعداد العام للسكان الذي أجري عام 2017. وهي من القرى المحتلة عام النكسة.
كانت راس الفارعة تعتبر جزءاً تابعاً لبلدية طوباس، وذلك حتى تم إنشاء لجنة مشاريع راس الفارعة التي جعلتها مستقلة عنها ولها اراضيها وخدماتها الخاصة بها.

## التسمية
يعود أصل التسمية إلى عين الفارعة المحاذية للمخيم، ونسبت للفارعة بنت همام أم الحجاج بن يوسف التي شربت من هذا العين، كما يقال أنها سميت براس الفارعة لأنها تقع في منطقة مرتفعة.

## الموقع الجغرافي
تقع قرية راس الفارعة في الجزء الشمالي من الضفة الغربية، إلى الجنوب الغربي من مدينة طوباس بمسافة لا تزيد عن 5 كم، وترتفع عن سطح البحر ما يقارب 300 متر، وتبلغ مساحة التجمع ما يقارب ستة آلاف دونم. يحدها من الشرق قرية قشدة، ومن الشمال قرية سيريس، ومن الغرب تمتد حتى تصل إلى وادي القمح حتى حدود وادي الفارعة. لا يوجد أي هيكل تنظيمي للمنطقة.

## التاريخ

### العهد العثماني
تبعت قرية راس الفارعة إلى الإمبراطورية العثمانية في عام 1517 مع كل فلسطين، وكانت تتبع ولاية شرق بيروت.

### الانتداب البريطاني
في عام 1917، سقطت القرية بيد الجيش البريطاني، ودخلت مع باقي فلسطين مظلة الانتداب البريطاني على فلسطين عام 1920، وأصبحت ضمن قضاء نابلس في تلك الفترة حتى وقوع النكبة.

### الحكم الأردني
في أوائل خمسينيات القرن العشرين أتبعت القرية للحكم الأردني بين حربي 1948 و1967، وكانت تتبع إدارياً إلى قضاء نابلس. أنشئ بجانبها مخيم لللاجئين عام النكبة والذي أطُلق عليه اسمها «مخيم الفارعة».

### النكسة
سقطت القرية في يد الاحتلال بعد حرب النكسة.

### السلطة الفلسطينية
بعد تأسيس السلطة الفلسطينية أتبعت إدارياً لمحافظة طوباس.

## السكان
دخلت فلسطين وفود كبيرة عبر العصور من تجار وغيرهم؛ وذلك لموقعها الهام كنقطة وصل بين القارات، ومركز للحضارات والأديان. بلغ عدد سكان راس الفارعة حوالي 1,250 نسمة جميعهم من المسلمين، وذلك حسب التعداد العام للسكان 2017 الذي أجراه الجهاز المركزي للإحصاء الفلسطيني.
| السنة      | (تعداد 1997) | (تعداد 2007) | (تقدير 2012) | (تعداد2017) |
| ---------- | ------------ | ------------ | ------------ | ----------- |
| عدد السكان | 513          | 695          | 823          | 1,250       |

وحسب تقرير لجنة مشاريع راس الفارعة الصادر عام 2010، يوجد بالقرية ما يقارب 170 اسرة، ومعدل افراد الأسرة 7 افراد.
دور المراة في منطقة راس الفارعة شبه معدوم، وذلك نتيجة طبيعة الحياة الاجتماعية السائدة فيها. معدل سن الزواج هو 19 سنة فما فوق، وتقدر نسبة الانجاب بحوالي 94%. تشارك المراة في العمل وخصوصا العمل الزراعي بنسبة كبيرة وتربية الثروة الحيوانية.

## المؤسسات المحلية
يوجد في راس الفارعة مؤسسة تابعة للحكم المحلي لإدارة شؤون المنطقة وتقديم الخدمات وهي لجنة مشاريع راس الفارعة، وفيها 7 اعضاء. اللجنة مرخصة من وزارة الحكم المحلي وتقوم بتقديم الخدمات الأساسية لأهالي المنطقة مثل الكهرباء، وخدمات النفايات، كما تقوم بإدارة المشاريع التي تقدم للمنطقة من مختلف الجهات الرسمية والخاصة.

### المياه
يستخدم سكان راس الفارعة بئر بلدية طوباس مصدراً لمياه الشرب والاستهلاك المنزلي، وفي اوقات الصيف تنقطع المياه ويلجأ الأهالي إلى التنكات وإلى الآبار الزراعية للحصول على حاجتهم من المياه. تستهلك الأسرة الواحدة حوالي 8 متر مكعب شهرياً. وتأسست في المنطقة شبكة المياه في عام 2003، على حساب الأهالي، لكن الشبكة غير مهيئة بشكل جيد وهي قديمة، وبها الكثير من المشاكل.
وفيما يتعلق بالصرف الصحي، فتقوم معظم الأسر بحفر حفر امتصاصية للتخلص من مياه الصرف الصحي.

### الكهرباء
تفوم شركة كهرباء طوباس ببيع الكهرباء للجنة المشاريع، التي تقوم بدورها ببيعه لسكان القرية.

### التعليم
لا يوجد في قرية راس الفارعة أي مدرسة لذا يتوجه طلاب المنطقة إلى مدارس خارج القرية. ولكن يوجد فيها روضة أطفال طيور الجنة النموذجية التي تقع في مبنى لجنة المشاريع.

### الصحة:
يوجد في قرية راس الفارعة عيادة تابعة للجان العمل الصحي وهي مؤقتة وغير ثابتة، تقدم خدمات الطب العام وتقع في تجمع القرية، وتقوم بتقديم خدماتها يومان اسبوعياً، يوم للطب العام، ويوم للنسائية.

### الزراعة
تعد الزراعة القطاع الاقتصادي الرئيسي في البلدة، تنتج البلدة محاصيل الزيتون، والتين، واللوز، والعدس، والقمح وبعض الخضراوات. لكن التوسع العمراني للبلدة والتوسع في البنية التحتية وفتح الشوارع قلص المساحات المزروعة من الأراضي الزراعية. تراجعت في السنوات الأخيرة أعداد الثروة الحيوانية بسبب ارتفاع أسعار الأعلاف وقلة المساحات الحيوية.

## مواضيع ذات صلة
| - فلسطين - القدس | - آثار فلسطين - تاريخ فلسطين - مدن فلسطين | - محافظة طوباس - مخيم الفارعة - وادي الفارعة |

## وصلات خارجية
- ملف قرية راس الفارعة- معهد الأبحاث التطبيقية (أريج).